# ラグマン

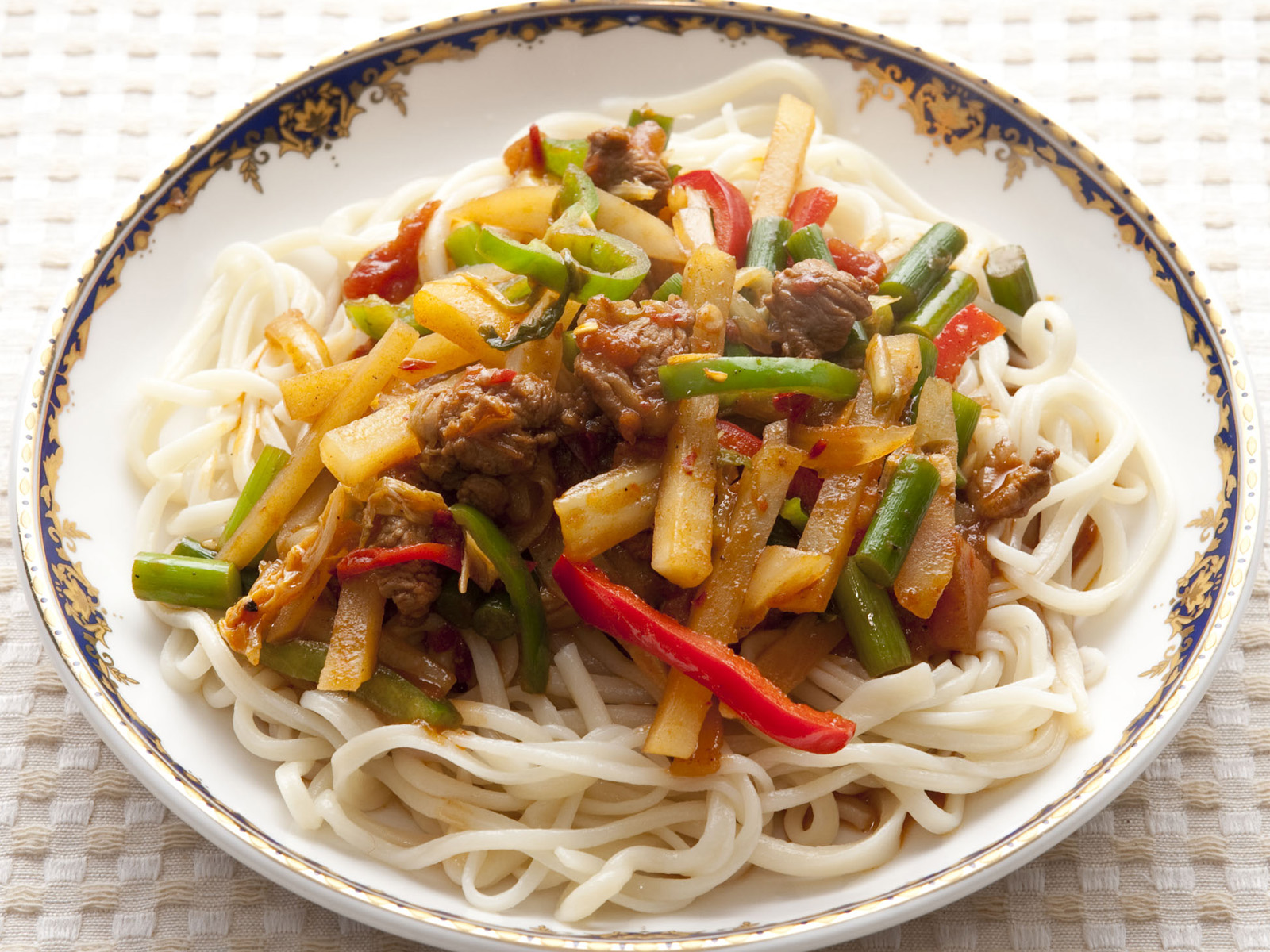
ウイグルのラグマン

ラグマン（Лагман、Laghman）は、中央アジア全域で広く食べられている手延べ麺である。
ウイグル語ではランマン（ﻟﻪﯕﻤﻪﻦ / ләғмән）、中国語では「拉条子」（拉條子 / 拉条子、ラーティアオズ、lātiáozi）もしくは拌面（バンミェン、bànmiàn）、ドンガン語ではлүмян（リューミエン、捋麵 / 捋麺 / 捋面）。

## 作り方
小麦粉（グルテンの調整をしない中力粉）に塩水を加えて、十分にこね、しばらく寝かせた後に再びこねて、粘りが出た状態で両手で引き延ばして作る。通常鹹水などは加えず、塩加減は、夏に多め、冬に少なめにする。ゆでる際には差し水をし、ゆで上がった後で水で締めて腰を出す。
ラグマン風の麺料理を日本で作る場合、細めのうどん（稲庭うどん等）で代用できる。

## 食べ方
通常はこの麺を茹で、羊肉、野菜、唐辛子といった具材を炒める、などの具をかけ、さらに牛のスープにトマトペーストを加えた汁で煮て、麺と混ぜて食べる。この食べ方は、中国語では拌麺（拌麵 / 拌面、バンミエン、bànmiàn）と呼ぶ「混ぜ麺」の形式である。
焼きうどんのように焼いたものをボソラグマンといい、スープの無い具だけのものをギュロラグマンという。
具のスープは、サイコロ大に切った赤ピーマン、タマネギ、ニンジン、セロリ、肉（羊もしくは牛）と細切りしたトウガラシを鍋で炒め火を通す、その後水を加え1時間～2時間位じっくりと煮る、肉の脂が出るので灰汁を取りつつ煮立ったらホールトマトを適量（あまり入れるとトマト味が強くなる）入れ塩と胡椒で味を整える。火を止めたら仕上げにディルやコリアンダー（香菜）などの香草を入れて完成。なお、この具とスープはご飯にのせると、中央アジア風牛丼（羊丼）の「ガンファン」になる。

## 常食地域
カザフスタン、キルギス、タジキスタン、トルクメニスタン、ウズベキスタン、東トルキスタン（中国・新疆ウイグル自治区）など、中央アジアに広く分布する。
中国では、ほぼ西安以西で普通にみられる。西安市内では、ウイグル族、回族などが出す店で食べることができる。上海や北京などの大都市でも、回族の集まる地区では食べることができる。
中国料理の拉麺のルーツとされる。